# Anamari Velenšek
Anamari Velenšek (ur. 15 maja 1991 w Celje) – słoweńska judoczka, brązowa medalistka igrzysk olimpijskich, brązowa medalistka mistrzostw świata, trzykrotna medalistka mistrzostw Europy.
Startuje w kategorii wagowej do 78 kg. W 2014 zdobyła brąz na mistrzostwach świata w Czelabińsku. Srebrna medalistka mistrzostw Europy w 2013 roku i dwukrotna brązowa medalistka mistrzostw Europy.
Uczestniczka igrzysk olimpijskich w Londynie (2012).